# یواس‌اس میسیسیپی (سی‌جی‌ان-۴۰)
یواس‌اس میسیسیپی (سی‌جی‌ان-۴۰) (به انگلیسی: USS Mississippi (CGN-40)) یک کشتی بود که طول آن ۵۸۵ فوت (۱۷۸ متر) بود. این کشتی در سال ۱۹۷۶ ساخته شد.